# Municipio de Red River (condado de White)
El municipio de Red River (en inglés: Red River Township) es un municipio ubicado en el condado de White en el estado estadounidense de Arkansas. En el año 2010 tenía una población de 452 habitantes y una densidad poblacional de 6 personas por km².

## Geografía
El municipio de Red River se encuentra ubicado en las coordenadas 35°11′32″N 91°36′2″O / 35.19222, -91.60056. Según la Oficina del Censo de los Estados Unidos, el municipio tiene una superficie total de 75.28 km², de la cual 74,57 km² corresponden a tierra firme y (0,95 %) 0,71 km² es agua.

## Demografía
Según el censo de 2010, había 452 personas residiendo en el municipio de Red River. La densidad de población era de 6 hab./km². De los 452 habitantes, el municipio de Red River estaba compuesto por el 91,15 % blancos, el 4,87 % eran afroamericanos, el 0,22 % eran amerindios, el 2,65 % eran de otras razas y el 1,11 % eran de una mezcla de razas. Del total de la población el 3,98 % eran hispanos o latinos de cualquier raza.